# شوهر (فیلم ۱۹۷۹)
شوهر (به هندی: Suhaag) فیلمی محصول سال ۱۹۷۹ و به کارگردانی منموهان دسای است. در این فیلم بازیگرانی همچون آمیتاب باچان، شاشی کاپور، ریکا، پروین بابی، نیروپا روی، امجد خان، قادرخان ایفای نقش کرده‌اند.